# كأس ديفيز 1956
كأس ديفيز 1956 هو الموسم 45 من  كأس ديفيز. فاز فيه منتخب أستراليا لكأس ديفيز.